# Trenuri bine păzite
Trenuri bine păzite sau Trenuri strict supravegheate (în cehă Ostře sledované vlaky) este un film cehoslovac din 1966 regizat de Jiří Menzel și unul dintre cele mai cunoscute filme ale noului val cehoslovac. El relatează povestea maturizării unui tânăr care lucrează la o stație de tren din Cehoslovacia ocupată de germani în timpul celui de-al Doilea Război Mondial. Filmul este inspirat de romanul Trenuri cu prioritate publicat în 1965 de scriitorul Bohumil Hrabal. Trenuri bine păzite a fost produs de Studioul Barrandov și filmat în Boemia Centrală. Distribuit în afara Cehoslovaciei în cursul anului 1967, a obținut Premiul Oscar pentru cel mai bun film străin la cea de-a 40-a ediție a Premiilor Academiei Americane de Film din 1968.

## Rezumat
Tânărul Miloš Hrma, care vorbește cu mândrie deplasată despre familia sa de inadaptați și de bolnavi prefăcuți, este angajat ca funcționar la o mică stație de cale ferată în timpul celui de-al Doilea Război Mondial și al ocupației germane a Cehoslovaciei. El se admiră în noua sa uniformă și așteaptă cu nerăbdare, ca și tatăl său, mecanic de locomotivă pensionat anticipat, să evite munca adevărată până când se va pensiona. Șeful de gară este un crescător amator de porumbei cu o soție tăcută, dar este invidios pe succesul la femei al impiegatului Hubička. Miloš o iubește platonic pe tânăra conductoare Máša, iar experimentatul Hubička îl presează să-i divulge detaliile relațiile lor și își dă seama că Miloš este încă virgin.
Viața idilică a stației de cale ferată este perturbată periodic de sosirea consilierului Zednicek, un colaboraționist nazist care debitează fără succes texte propagandistice în fața personalului. La inițiativa ei, Maša își petrece noaptea cu Miloš, dar tânărul se excită prea mult și ejaculează prematur înainte de a ajunge la penetrare și apoi se află în imposibilitatea de a realiza actul sexual; a doua zi, el încearcă să se sinucidă din disperare. Este salvat, iar un tânăr doctor îi explică faptul că ejaculatio praecox este normală la vârsta lui Miloš. Medicul îi recomandă lui Miloš să „se gândească la altceva” (moment în care Miloš începe să se gândească la fotbal în loc să se gândească la sex) și să caute ajutorul unei femei cu experiență. În timpul turei de noapte, Hubička flirtează cu tânăra telegrafistă Zdenička și-i ștampilează coapsele și fundul cu ștampilele din cauciuc ale biroului. Mama ei observă ștampilele și se plânge superiorilor lui Hubička, iar scandalul care urmează retează ambiția șefului de gară de a fi promovat la rangul de inspector.
Germanii și colaboratorii lor încep să treacă tot mai des prin stație, deoarece trenurile lor sunt atacate de partizani. O agentă plină de farmec a Rezistenței Cehe (o artistă de circ în timp de pace), cu numele de cod Viktoria Freie, îi livrează o bombă cu ceas lui Hubička pentru a fi folosită la aruncarea în aer a unui tren cu o mare cantitate de muniție. La rugămintea lui Hubička, „experimentata” Viktoria îl ajută pe Miloš să-și rezolve problema sexuală.
A doua zi, chiar în apropierea momentului crucial al sosirii trenului cu muniție, Hubička este prins într-o audiere disciplinară legată de ștampilarea fundului Zdeničkăi. În locul lui Hubička, Miloš, eliberat din fosta sa pasivitate de experiența sa cu Viktoria, ia bomba cu ceas și se urcă pe stâlpul unui semafor feroviar de unde îi dă drumul pe tren. Un soldat german îl observă pe Miloš și trage o rafală de mitralieră, iar corpul tânărului cade pe acoperișul trenului. Colaboratorul nazist Zednicek încheie ședința disciplinară, afirmând că cehii nu sunt „altceva decât hiene care râd” (o frază folosită, de fapt, de înaltul funcționar nazist Reinhard Heydrich), moment în care se declanșează un număr mare de explozii care distrug trenul. Hubička și ceilalți angajați ai gării încep să râdă, exprimându-și bucuria pentru lovitura dată ocupanților naziști, iar în ultima secvență a filmului Máša ridică tristă de pe jos șapca lui Miloš, ce fusese aruncată înspre gară de suflul exploziei.

## Distribuție
- Václav Neckář — Miloš Hrma

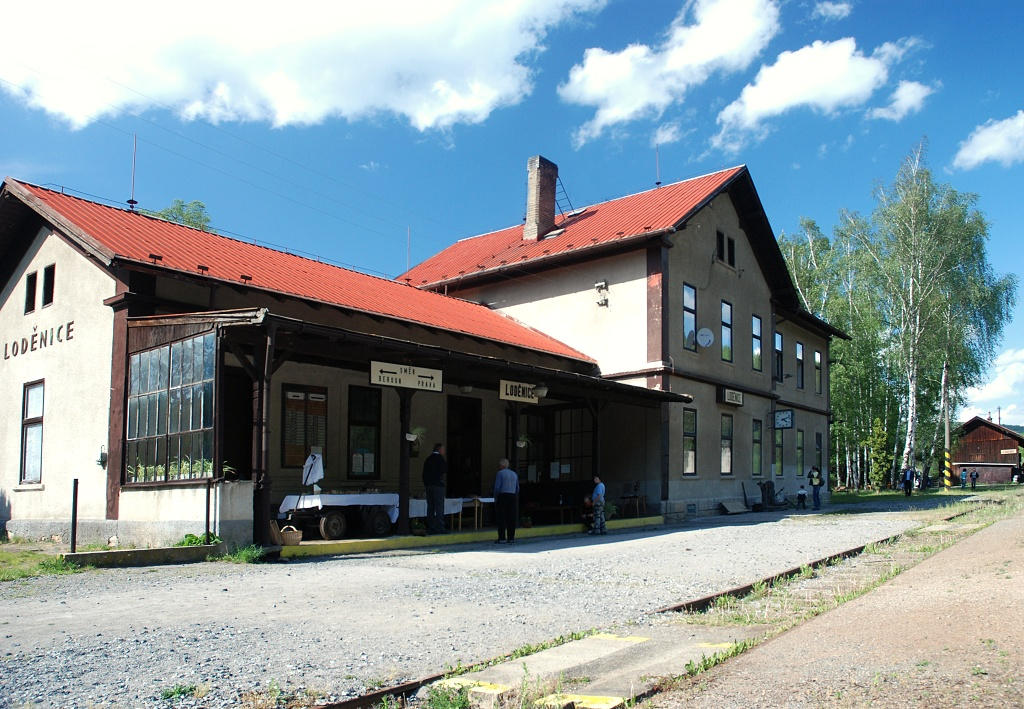
Clădirea gării din Loděnice unde a fost turnat filmul

- Vlastimil Brodský — consilierul Zednicek
- Jitka Bendová — conductoarea Máša
- Josef Somr — impiegatul Hubička
- Libuše Havelková — soția șefului de gară
- Vladimír Valenta — șeful de gară
- Jitka Zelenohorská — telegrafista Zdenička
- Naďa Urbánková — Viktoria Freie
- Jiří Menzel — doctorul Brabec

## Producție
Filmul este inspirat din romanul omonim publicat în 1965 de scriitorul ceh Bohumil Hrabal, a cărui operă Jiří Menzel începuse deja să o adapteze în 1965 în scurtmetrajul Moartea domnului Balthazar, un segment din antologia cinematografică Pearls from the Deep a povestirilor lui Hrabal. Studiourile Barrandov au oferit proiectul de film mai întâi regizorilor experimentați Evald Schorm și Vera Chytilova, dar niciunul dintre ei nu a văzut vreo modalitate de a adapta cartea în film, înainte de a i-l oferi lui Menzel ca lungmetraj de debut. Menzel și Hrabal au lucrat împreună îndeaproape la scenariu, aducând romanului o serie de modificări. Prima alegere a lui Menzel pentru rolul principal Miloš a fost Vladimír Pucholt, care lucra atunci la filmul Svatba jako řemen al lui Jiří Krejčík. La un moment dat Menzel s-a gândit să joace el rolul principal, dar a concluzionat că era prea bătrân, având vârsta de aproape 28 de ani. Cincisprezece actori neprofesioniști au fost testați, înainte ca soția lui Ladislav Fikar (poet și publicist) să vină cu sugestia atribuirii rolului cântărețului Václav Neckář. Menzel a relatat că el însuși a decis să apară în film în rolul medicului cu doar câteva minute înainte de filmare după ce actorul distribuit inițial nu a reușit să ajungă la timp. Filmările au început la sfârșitul lunii februarie și au durat până la sfârșitul lunii aprilie a anului 1966. S-a filmat în interiorul și în apropierea clădirii gării din Loděnice. Asocierea lui Menzel cu Hrabal a continuat, iar cei doi au colaborat la scenariul filmului Ciocârliile pe sârmă, filmat în 1969, dar lansat abia în 1990, iar după moartea lui Hrabal în 1997 Menzel a filmat un alt roman al acestuia, În slujba regelui Angliei, lansat în 2007.

## Recepție
Filmul a avut premiera în Cehoslovacia la 18 noiembrie 1966. Lansarea în afara Cehoslovaciei a avut loc în anul următor.

### Răspuns critic
Criticul Bosley Crowther de la The New York Times a caracterizat Trenuri bine păzite ca „expert și emoționant în felul său așa cum au fost Magazinul de pe strada mare al lui Ján Kadár și Elmar Klos sau Dragostea unei blonde al lui Miloš Forman”, două filme contemporane din Cehoslovacia. Crowther a scris:
Ceea ce apare că țintă a dlui Menzel prin filmul său este doar o imagine abilă și sardonică a maturizării jenante unui tânăr într-un mediu încă inocent, dar provincial. ... Farmecul filmului său stă în liniștea și șiretenia comediei sale pământești, în minunata finețe a minimalizării, în înțelegerea înțeleaptă și plină de umor a sexului primordial. Și în strălucirea cu care contrapune afacerile ocazionale ale personajelor sale rurale cu realitatea, urgența și importanța acestor trenuri care trec.
 Criticul revistei Variety a scris următoarele:
În vârstă de 28 de ani, Jiri Menzel înregistrează un debut regizoral remarcabil. Simțul său pentru situații spirituale este la fel de impresionant ca și manipularea abilă a actorilor. Un cuvânt de laudă special trebuie să meargă la Bohumil Hrabal, creatorul originalului literar; cele mai multe gaguri amuzante și situații pline de imaginație sunt în primul rând ale lui. Distribuția este compusă din tipuri minunate.
În studiul său despre Noul val cehoslovac, Peter Hames plasează filmul într-un context mai larg, legându-l de cel mai celebru anti-erou al literaturii cehe, Bravul soldat Švejk al lui Jaroslav Hašek, un soldat ficțional din Primul Război Mondial a cărui evaziune artistică de la datorie și subminarea autorității sunt considerate, uneori, calități caracteristice ale populației cehe:
În atitudinea sale, chiar dacă nu în formă, Trenuri bine păzite este filmul ceh care se apropie cel mai mult de umorul și satira Bravului soldat Švejk, nu doar pentru că este pregătit să includă realitatea războiului ca un aspect necesar al viziunii sale comice. Atacarea dogmatismului ideologic, a birocrației și a valorilor morale anacronice urmăresc, fără îndoială, obiective mai vaste decât perioada ocupației naziste. Cu toate acestea, ar fi greșit să se reducă filmul la o reflecție codificată asupra societății cehe contemporane: atitudinile și ideile derivă din aceleași condiții care l-au inspirat inițial pe Hašek. În măsura în care aceste condiții se repetă, sub ocupația nazistă sau altundeva, răspunsul va fi același.

## Premii și distincții
Filmul a obținut mai multe premii internaționale:
- Premiul Oscar pentru cel mai bun film străin, acordat în 1968 pentru filmele lansate în 1967[13]
- Marele Premiu la Fesivalul Internațional de Film de la Mannheim-Heidelberg (1966)
- O nominalizare la Premiul BAFTA pentru cel mai bun film și cea mai bună coloană sonoră (1968)
- O nominalizare la Premiul Directors Guild of America pentru realizare regizorală remarcabilă (1968)
- O nominalizare la Globul de Aur pentru cel mai bun film străin (1967)

## Vezi și
- Lista Time cu cele mai bune 100 de filme din toate timpurile